# Maloapan
Maloapan är en ort i Mexiko.   Den ligger i kommunen Hueyapan och delstaten Puebla, i den sydöstra delen av landet, 190 km öster om huvudstaden Mexico City. Maloapan ligger 633 meter över havet och antalet invånare är 122.
Terrängen runt Maloapan är kuperad åt nordost, men åt sydväst är den bergig. Terrängen runt Maloapan sluttar norrut. Runt Maloapan är det ganska tätbefolkat, med 134 invånare per kvadratkilometer. Närmaste större samhälle är Teziutlan, 17,6 km söder om Maloapan. I omgivningarna runt Maloapan växer i huvudsak städsegrön lövskog.